# La Esperanza (Intibucá)
La Esperanza es un municipio y una ciudad de la República de Honduras, cabecera del departamento de Intibucá.

## Toponimia
Su nombre evoca la confianza firme en las promesas de Dios, con certeza basada en el carácter fiel de Dios, esperanza en un plan de salvación consumado por Jesucristo.
"Y el Dios de la esperanza os llene de todo gozo y paz en el creer, para que abundéis en esperanza por el poder del Espíritu Santo" (Romanos 15:13)

## Límites
Ubicada a una altitud de más de 1700 msnm, es la Capital Departamental más alta, y a su vez, la ciudad más alta del país. 
| Orientación | Límite                                              |
| ----------- | --------------------------------------------------- |
| Norte       | Municipio de Intibucá, Intibucá                     |
| Norte       | Municipio de San Francisco de Ojuera, Santa Bárbara |
| Norte       | Municipio de San Francisco de Opalaca, Intibucá     |
| Sur         | Municipio de Yarula, La Paz                         |
| Este        | Municipio de Marcala, La Paz                        |
| Oeste       | Municipio de Yamaranguila, Intibucá                 |
| Oeste       | Municipio de San Marcos de la Sierra, Intibucá      |

## Historia
Fue fundada inmediatamente después de creado el Departamento de Intibucá. actualmente es una ciudad con más de 20 mil habitantes y junto con Intibucá forman una sola ciudad. 
El 25 de julio de 1919, el ejército rebelde de occidente toma los municipios de La Esperanza e Intibucá, bajo órdenes del comandante general José Ramírez quien falleció en la revuelta, sus oficiales los intibucanos coronel Vicente Tosta Carrasco y coronel Gregorio Ferrera, recibieron órdenes de avanzar y tomar las ciudades de Gracias, Santa Rosa y luego dirigirse al norte de Honduras, todo esto durante la Primera Guerra Civil de Honduras.
En el Levantamiento armado en Honduras de 1924 el general rebelde Gregorio Ferrera toma bajo su control la ciudad La Esperanza e Intibuca, seguidamente marcha sobre la ciudad de Gracias, Lempira.

## Geografía
La Esperanza, ubicada a una altitud de más de 1,700 msnm, es considerada la ciudad más alta de Honduras, al igual que la ciudad más fría del país. Está entre la Sierra de Puca Opalaca y La Montaña Zapochoco. La Esperanza está sobre un valle plano de montaña.

## Clima

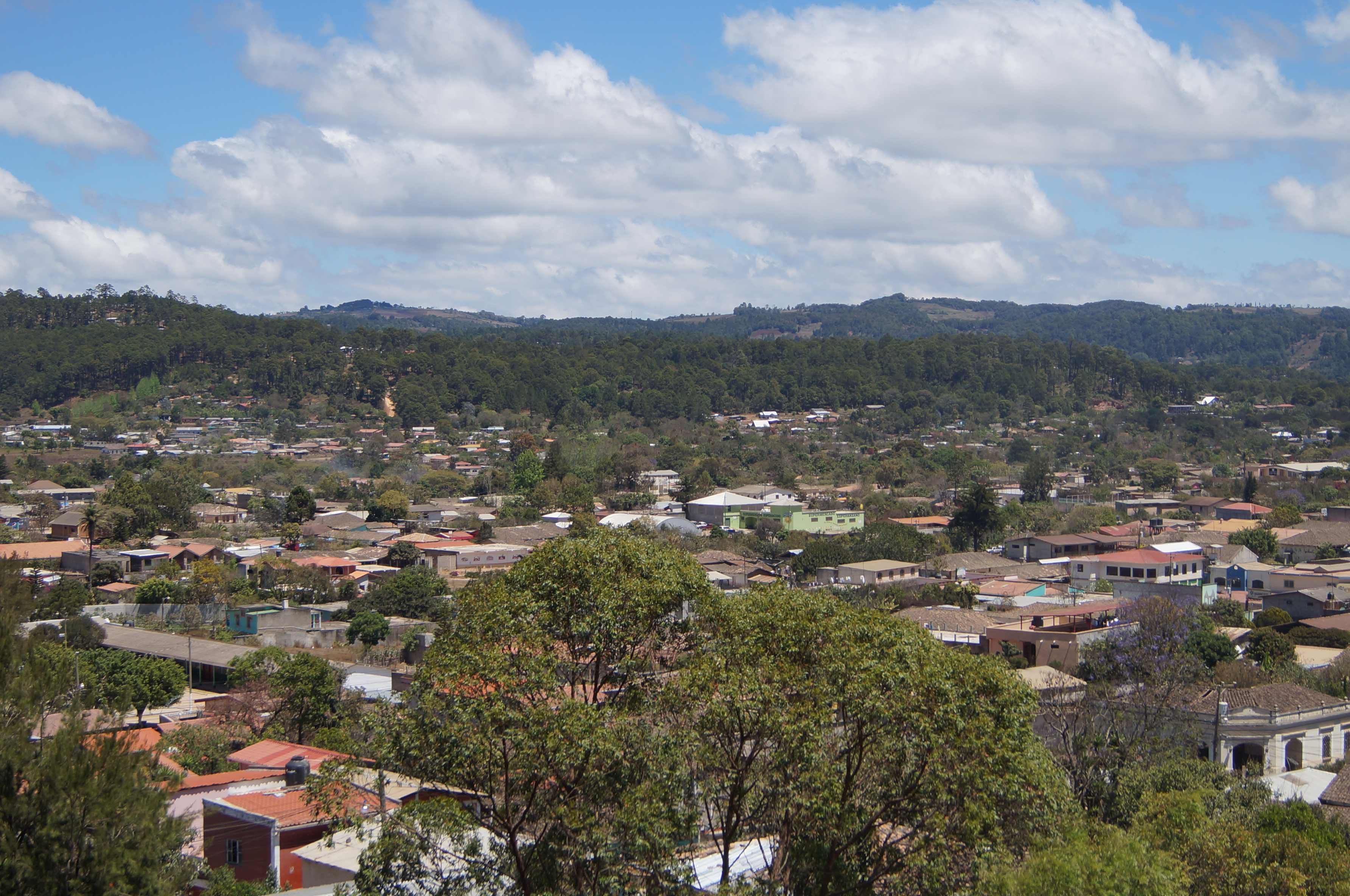
Día despejado en la ciudad

Intibucá tiene un clima oceánico templado (Köppen, Cfb), con influencias de un clima subtropical de altura (Cwb)  Su temperatura media anual es de 17,9 °C, lo cual hace que sea el poblado más frío del país. Por su posición en la zona tropical el clima no presenta una oscilación muy alta entre el mes más frío y el más cálido, y la diferencia es de apenas 6 °C. Enero es el mes más frío con 16 °C (enero) y el más cálido de 22 °C (abril). Su precipitación es de 1290 mm anuales, lloviendo aproximadamente 160 días. El mes más seco es abril y el más lluvioso es agosto. Las precipitaciones pueden ocurrir en forma de lluvia normalmente o de granizo en casos aislados.
Los frentes fríos que azotan al país en la época seca pueden traer temperaturas gélidas, que a menudo bajan de los 10 °C. Aunque no son frecuentes, pueden darse heladas dentro del municipio con la llegada de un frente frío. 
| Parámetros climáticos promedio de La Esperanza, Intibuca | Parámetros climáticos promedio de La Esperanza, Intibuca | Parámetros climáticos promedio de La Esperanza, Intibuca | Parámetros climáticos promedio de La Esperanza, Intibuca | Parámetros climáticos promedio de La Esperanza, Intibuca | Parámetros climáticos promedio de La Esperanza, Intibuca | Parámetros climáticos promedio de La Esperanza, Intibuca | Parámetros climáticos promedio de La Esperanza, Intibuca | Parámetros climáticos promedio de La Esperanza, Intibuca | Parámetros climáticos promedio de La Esperanza, Intibuca | Parámetros climáticos promedio de La Esperanza, Intibuca | Parámetros climáticos promedio de La Esperanza, Intibuca | Parámetros climáticos promedio de La Esperanza, Intibuca | Parámetros climáticos promedio de La Esperanza, Intibuca |
| Mes                                                      | Ene.                                                     | Feb.                                                     | Mar.                                                     | Abr.                                                     | May.                                                     | Jun.                                                     | Jul.                                                     | Ago.                                                     | Sep.                                                     | Oct.                                                     | Nov.                                                     | Dic.                                                     | Anual                                                    |
| -------------------------------------------------------- | -------------------------------------------------------- | -------------------------------------------------------- | -------------------------------------------------------- | -------------------------------------------------------- | -------------------------------------------------------- | -------------------------------------------------------- | -------------------------------------------------------- | -------------------------------------------------------- | -------------------------------------------------------- | -------------------------------------------------------- | -------------------------------------------------------- | -------------------------------------------------------- | -------------------------------------------------------- |
| Temp. máx. media (°C)                                    | 21                                                       | 22                                                       | 24                                                       | 25                                                       | 25                                                       | 25                                                       | 24                                                       | 23                                                       | 23                                                       | 22                                                       | 21                                                       | 21                                                       | 23                                                       |
| Temp. media (°C)                                         | 15.9                                                     | 17.1                                                     | 18.4                                                     | 19.7                                                     | 19.0                                                     | 18.4                                                     | 18.4                                                     | 18.5                                                     | 18.2                                                     | 17.3                                                     | 16.4                                                     | 16.0                                                     | 17.8                                                     |
| Temp. mín. media (°C)                                    | 11.9                                                     | 12.5                                                     | 12.5                                                     | 14.0                                                     | 15.9                                                     | 15.9                                                     | 14.4                                                     | 14.4                                                     | 13.8                                                     | 13.3                                                     | 12.7                                                     | 11.7                                                     | 13.6                                                     |
| Precipitación total (mm)                                 | 47                                                       | 18                                                       | 20                                                       | 30                                                       | 138                                                      | 141                                                      | 167                                                      | 127                                                      | 126                                                      | 122                                                      | 81                                                       | 57                                                       | 1074                                                     |
| Fuente: wunderground.com;                                |                                                          |                                                          |                                                          |                                                          |                                                          |                                                          |                                                          |                                                          |                                                          |                                                          |                                                          |                                                          |                                                          |

## Población

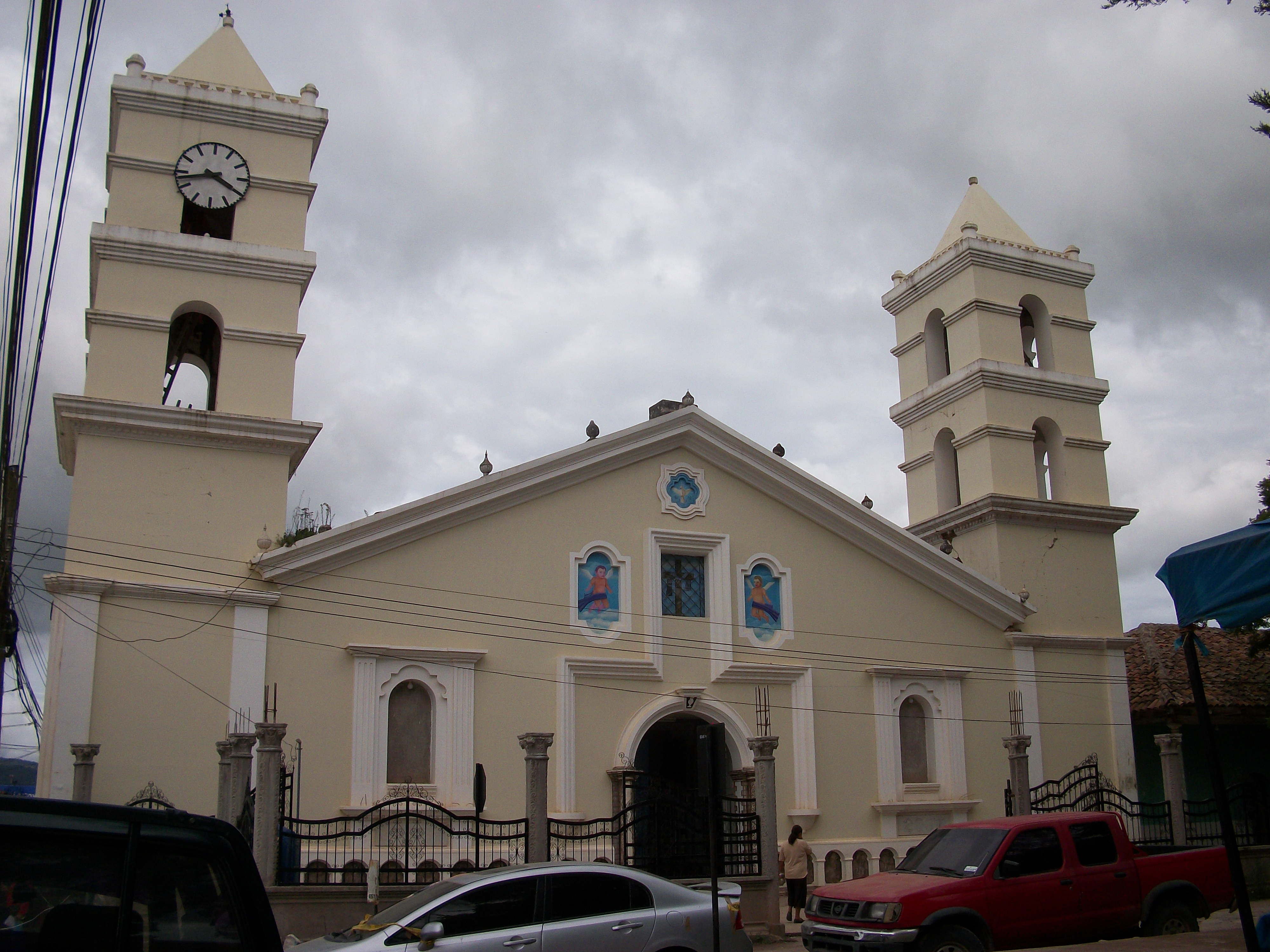
Catedral de la ciudad

La población proyectada de La Esperanza para 2018 es de 13.800, con 9.900 en el área urbana y 3.900 en las áreas rurales del municipio. Además, la población proyectada para el municipio vecino de Intibucá de 63.000 en el municipio, incluyendo 23.800 en el área urbana y 39.000 en las áreas rurales, se traduce a una población de 37.600 en las áreas urbanas combinadas de La Esperanza e Intibucá.

## La ciudad
La Esperanza, se encuentra ubicada en la meseta del mismo nombre, en el centro del departamento de Intibucá, colinda con la ciudad de Intibucá, ambas comparten territorio jurisdiccional y unas cuantas calles es lo que las divide. El casco urbano e histórico cuenta en su mayoría una hermosa infraestructura colonial, así como nuevas y modernas edificaciones.

## Turismo
En la ciudad de La Esperanza hay sitios de interés cultural, turístico, religioso y social entre otros. En el país se la conoce como la región más fresca de Honduras por su altura sin embargo en la actualidad la temperatura ha aumentado en gran medida. Es un gran productor de patatas, fresas y otras verduras. Cuenta con una rica fauna y flora, así como con fuentes de agua cristalinas. Entre los destinos turísticos que podemos visitar en La Esperanza son los siguientes:

### Museo de la Cultura Lenca
Este museo de reciente apertura se encuentra en la Casa de Cultura de La Esperanza, un gran edificio de color rosa dos cuadras del parque central hacia La Gruta. Abierto de lunes a viernes, por lo general 12-4 p. m., cuenta con artefactos, productos artesanales y una gran cantidad de información sobre la historia y cultura del pueblo Lenca en la zona (solo en español). Al pedir un día de antelación, docentes están disponibles.

### La Gruta
Esto es una cueva situada en una colina con vistas a la ciudad a solo 5 minutos del Parque Central en La Esperanza, Intibucá. Según la tradición local, el capitán Lempira se escondió aquí de los españoles. El sitio ahora es un santuario católico, y ofrece vistas de la ciudad.

### Baños Públicos El Quiscamote
Este es un lugar donde la gente puede ir a lavar su ropa en pilas públicas, pero también hay una pequeña piscina para nadar y mesas y sillas para hacer un pícnic. La gente de la zona se encontraron con frecuencia aquí en los días más calurosos. Está a una corta caminata de 15 minutos fuera de la ciudad de cerca de La Gruta.
- Lenca Mercado - En este animado mercado se pueden encontrar de todo, desde productos frescos, carne y queso, artículos para el hogar, ropa y otras baratijas. Se enreda en unas pocas cuadras al norte de la Intibucá edificio municipal.
- Parque de Bosque Enano - Un corto viaje fuera de la ciudad en el camino a Marcala, en el bosque puede encontrar más de 500 árboles enanos que crecen menos de medio metro de altura. Los científicos aún no saben exactamente por qué existe este bosque, pero es un interesante espectáculo digno de ver. No hay señales, servicios o áreas designadas; es necesario pedir direcciones de un residente local.
- Laguna de Madre Vieja - Llegando desde Siguatepeque, se encuentra esta pequeña laguna en el lado izquierdo de la carretera justo antes de entrar en la ciudad. El visitante puede pescar, alquilar un bote de remos o simplemente disfrutar del silencio en este lugar tranquilo.
- Laguna de Chiligatoro - Solo 30 minutos en autobús de La Esperanza, esta laguna es un lugar ideal para relajarse y nadar durante el día o alquilar un bote de remos. Hay un restaurante cercano con comida típica y solo unos pocos kilómetros más arriba de la carretera, el turista puede visitar a las mujeres de El Cacao para verlas hacer textiles tejidos tradicionales.
- Estadio Romualdo Bueso - El estadio principales de deportes en La Esperanza. Es el estadio del equipo de fútbol Atlético Esperanzano y Lenca Rugby Club. El estadio tiene capacidad para 3.000 personas.
- Ballet Folklórico Oro Lenca - Durante las fiestas y vacaciones, esta compañía de danza, reconocido como un patrimonio cultural de la nación,[7] realiza danzas regionales en trajes tradicionales de La Esperanza y las comunidades circundantes. Ellos organizan el festival nacional de danza, El Grande de Grandes[8] todos los años en La Esperanza. Este gran festival de danza presenta danzas y trajes basado en muchas diferentes tradiciones folclóricas de Honduras. Se señala que se produzca el último sábado del mes de octubre[nota 1][9]

## División Política
Aldeas: 5 (2013)
Caseríos: 36 (2013)
| Código | Aldea           | Caserío                            |
| ------ | --------------- | ---------------------------------- |
| 100101 | La Esperanza    | El Terrero                         |
| 100101 | La Esperanza    | Finca Las Terrazas o El Refugio    |
| 100101 | La Esperanza    | Finca San José Del Edén            |
| 100101 | La Esperanza    | Finca Santa Anita                  |
| 100101 | La Esperanza    | La Laguna                          |
| 100101 | La Esperanza    | La Pozona                          |
| 100101 | La Esperanza    | Las Anonas                         |
| 100101 | La Esperanza    | Lepaterique                        |
| 100101 | La Esperanza    | San Esteban                        |
| 100101 | La Esperanza    | Tierra Colorada                    |
| 100101 | La Esperanza    | Los Diez Chorritos                 |
| 100101 | La Esperanza    | Piedra Menuda                      |
| 100101 | La Esperanza    | El Invernadero                     |
| 100102 | Chogola         | Chogola                            |
| 100102 | Chogola         | Agua Blanca                        |
| 100102 | Chogola         | El Arenal                          |
| 100102 | Chogola         | El Mango o Las Pilas               |
| 100102 | Chogola         | Hda. de Quiala                     |
| 100102 | Chogola         | Llano de La Cruz                   |
| 100102 | Chogola         | Quiala                             |
| 100102 | Chogola         | Puente Hondo                       |
| 100102 | Chogola         | La Sierra                          |
| 100103 | El Pelón        | El Pelón                           |
| 100103 | El Pelón        | Llano Chalingua                    |
| 100104 | Nueva Esperanza | Nueva Esperanza o Barrio el Centro |
| 100104 | Nueva Esperanza | La Pimienta                        |
| 100104 | Nueva Esperanza | El Pastal                          |
| 100104 | Nueva Esperanza | El Pital                           |
| 100104 | Nueva Esperanza | La Montaña                         |
| 100104 | Nueva Esperanza | San Antonio                        |
| 100104 | Nueva Esperanza | San Juan o Los Roquitos            |
| 100104 | Nueva Esperanza | San Vicente                        |
| 100104 | Nueva Esperanza | Palos Blancos                      |

## Personas destacadas
| Nombre                    | Mérito |
| ------------------------- | --- |
| Vicente Mejía Colindres   | Presidente de Honduras en 1919 y nuevamente de 1929 a 1933. |
| Arturo Mejía Nieto        | Escritor y diplomático. |
| Rafael Manzanares Aguilar | Folclorista hondureño, autor y compositor musical. Fundador y primer director de: Oficina del Folklore Nacional de Honduras. Fundador y primer director y coreógrafo de: El Cuadro Nacional de Danzas Folklóricas de Honduras. |
| Berta Cáceres             | (Lenca) Activista ambiental y de derechos humanos. Fundadora del COPINH. |
| Nelson Gracias            | (Lenca) Activista ambiental. |